# Motiva Jornadas de Diseño
Motiva es una iniciativa del Departamento de Gráfica Publicitaria de la Escuela de Arte de Oviedo. Fue creada en 1997 ante la necesidad de "enseñar y motivar" en Diseño Gráfico a todos los sectores implicados en esta actividad, tanto sociales, como empresariales, profesionales, institucionales o académicos, con la finalidad de conseguir el ambiente cultural adecuado para el buen desarrollo de esta actividad en Asturias. En cada edición de motiva, se han realizado distintas actividades para los diferentes sectores.

## Enlaces
Espacio web y archivo de MOTIVA
- Datos: Q6024715